# Bildprogramm

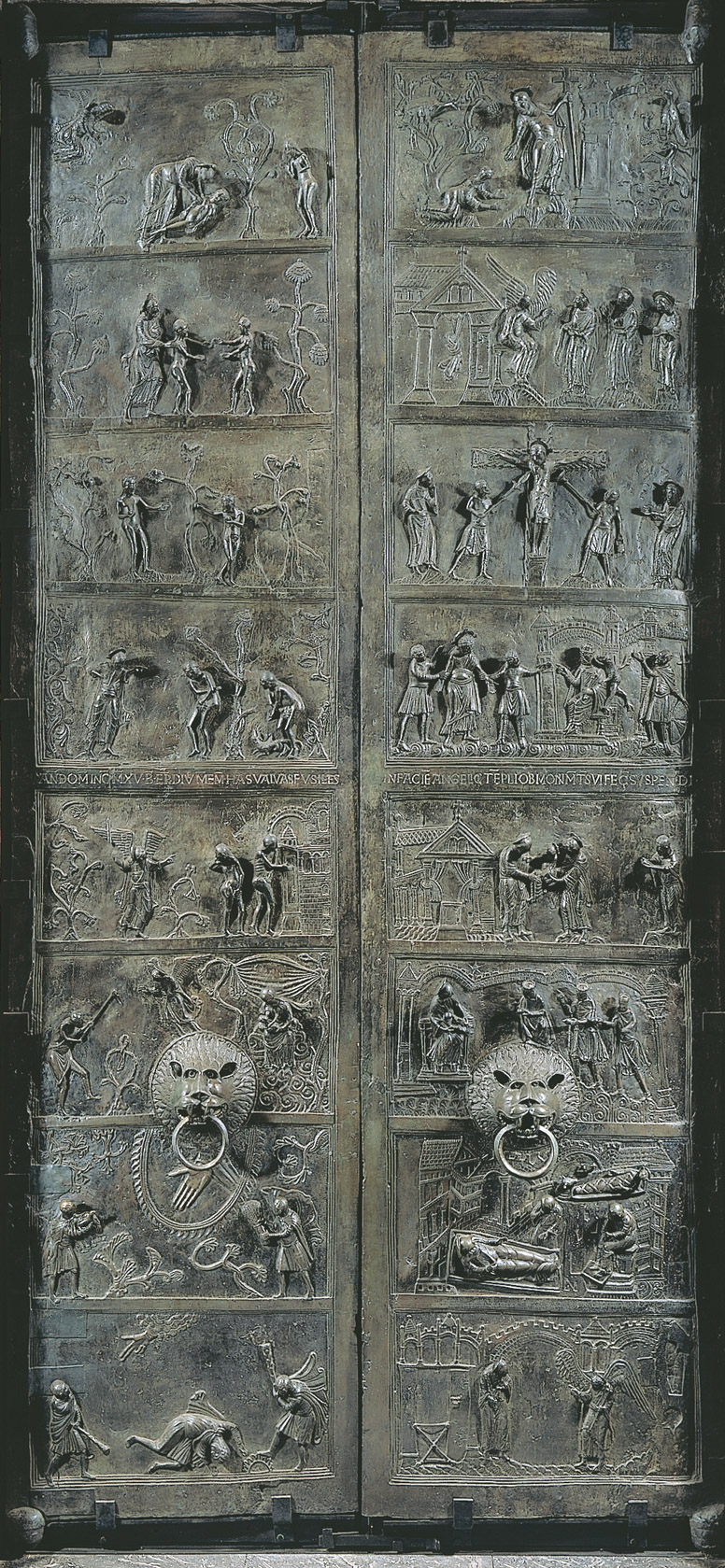
Bernwardstür (Hildesheim): Bildprogramm Sünde (links, absteigend) und Erlösung (rechts, aufsteigend)

Bildprogramm nennt man in der Kunstgeschichte die thematische Unterordnung der Einzelbilder eines Zyklus oder der bildnerischen Ausgestaltung eines Gebäudes unter ein Leitmotiv. 
Ein solches Bildprogramm kann die Biografie einer Person, ein allegorischer Ideenkreis wie Künste, Tugenden oder Jahreszeiten sein oder – z. B. in der christlichen Ikonografie – das Credo, die sieben Sakramente oder die Geheimnisse des Rosenkranzes. 
Die Bildthemen und ihre Anordnung sind dabei durch zeitliche Abfolgen, symbolische Analogien und Kontraste bestimmt, in der christlichen Kunst oft durch typologische Beziehungen der einzelnen Bildfelder.
Im Kirchenbau sind häufig Patrozinium und Patronat maßgeblich für das Bildprogramm. Die Kenntnis des gesamten Bildprogramms ist ein entscheidender Schlüssel zum Verständnis der Einzelbilder.